# François Lachenal
François Lachenal (Ginebra, Suiza, 1918-ibid., 1997) fue un editor suizo que ha publicado junto a Paul Éluard y Douglas Cooper, entre otros, importantes libros sobre arte, así como obras de escritores de la resistencia francesa durante la ocupación de Francia por Alemania. Hijo de Paul Lachenal, fundador de Pro Helvetia, un político y mecenas de arte, que ayudó a salvaguardar los cuadros del Museo del Prado en Ginebra durante la guerra civil, y sobrino de Adrien Lachenal, presidente de la Confederación suiza.

## Biografía
Bajo la protección del escritor suizo Edmond Gilliard (1875-1969), cofundador de los Cuadernos Vaudois con Paul Budry y Charles-Ferdinand Ramuz, François Lachenal participa en la creación de la revista literaria Rasgos (Lausana 1940-1945), opuesta al "orden nuevo recomendado por Hitler". A finales de los años 1930, se encontró en Suiza con Pierre Seghers y Pierre Emmanuel, quienes le envían sendos poemas en torno al asesinato de los rehenes de Nantes y de Châteaubriant, los cuales publicó en Rasgos sin firma, siendo los primeros poemas publicados de resistentes anónimos. 
En 1942, mientras reside en Basilea preparando una tesis de doctorado sobre El Partido político y su función de derecho público, François Lachenal fue nombrado Agregado de la Delegación de Suiza en Vichy, que representaba, desde la ocupación de la zona libre, los intereses de Gran Bretaña, Estados Unidos y otros países en guerra con Alemania. Permanece en Vichy desde el 21 de noviembre de 1942 hasta su nombramiento como Vicecónsul en Berlín.
Desde su llegada a Vichy, Lachenal continúa editando en Suiza los Cahiers du Rhone (fundados en 1941 por Albert Béguin (Alain Limita, Loys Masson y Paul Éluard). En sus viajes a Suiza no cesará de transportar en sus equipajes manuscritos prohibidos en Francia, y los retorna desde Suiza ya impresos, haciéndolos circular. En diciembre de 1942 conoce a Dieulefit, Pierre Emmanuel y, en Villeneuve-lès-Avignon, a Pierre Seghers. Desde entonces da a conocer a Emmanuel Mounier, Loys Masson, André Frénaud , Alain Limita, Elsa Triolet y Louis Aragón.
Desde antes de su llegada a Francia, Lachenal había formado con Jean Descoullayes el proyecto de las Ediciones trois collines. Los poemas recopilados por Seghers que reúnen a Paul Éluard y Jean Lescure constituirán L'honneur des poetes,que fueron editados en Francia por las Ediciones de Media noche, ediciones clandestinas del 14 de julio de 1943.
A partir de 1943 Lachenal proyecta paralelamente reanudar las Ediciones Trois collines. Fundadas en Ginebra bajo su dirección y la de Jean Descoullayes, publican Le silence de la Mer de Vercors. La censura suiza exige la supresión de algunas palabras, y Lachenal y Descoullayes lo publican clandestinemente en la primavera 1943 con ediciones A la Puerta de Marfil, nombre sugerido por Jean Starobinski, que las crea a tal efecto. Editan igualmente Poemas franceses.
En las Pascuas de 1943 François Lachenal encuentra en casa de Pierre Emmanuel a Jean Lescure que prepara Propiedad francesa (Messages 1943). Le propone entonces editarlo con Ediciones Trois colines. Lo esencial del manuscrito fue llevado durante el otoño de 1943 a Suiza por el ministro de Hungría en Vichy, S. E. Bakasch Besseniey.
En febrero de 1944, François Lachenal consigue, como miembro de la Delegación en Lyon, unos pasaportes de protección para Gertrud Stein y Alice B. Toklas. Esos documentos les declaraba como residentes temporales en Francia y por tanto les daban derecho a entrar en Suiza. No lo utilizaron al final. Lo describe Gertrud Stein en su Libro “Wars I have seen”.
En julio de 1943, Paul Eluard le propone la edición del todavía inédito UBU COCU de Alfred Jarry, que le había dado Pablo Picasso. La obra sale a luz en septiembre de 1944. Simultáneamente se encarga del proyecto de una colección, denominada Domaine de Paris, del que recibe el visto bueno de Jean Paul Sartre, Raymond Queneau y George Bataille. Aunque al final no se publica, puede editar más adelante, en septiembre de 1944, Domaine russe y en 1947, Domaine grec . 
A partir de 1944 Lachenal publica otra colección de ediciones Les trois collines bajo el nombre  de Los grandes pintores por sus amigos, que empieza con  Pablo Picasso de Paul Éluard, y proseguirá en 1946 con Braque el patrón de Paulhan, en 1947 por André Masson y su universo de Michel Leiris y Georges Limbour, en 1948 con Chagall o la tormenta encantada de Raïssa Maritain, y finalmente en 1949 con por Fernand Leger y el nuevo espacio de Douglas Cooper. Paralelamente Lachenal edita Voir de Paul Éluard, juntos a poemas dedicados a los pintores que le son cercanos. Paul Éluard dirigirá igualmente la colección El Punto de Oro, en la cual reedita en 1946 su selección La cama la mesa, que siguen en 1947 a Fuentes del viento de Piedra Reverdy.
Lachenal es igualmente muy activo en el mundo de la música contemporánea. Va regularmente a Darmstadt, y propone a Jacques Guyonnet ir a este lugar para acompañar a Pierre Boulez, después de haberle escuchado durante uno de sus primeros conciertos. Esa intervención será decisiva en la carrera del compositor ginebrino. Ahí se encuentra también con Luis de Pablo, con el que se volverá a encontrar a finales de los ochenta gracias a su sobrino, el pintor Daniel Garbade en Madrid, cuando preparan la exposición du Greco a Goya (exposición que recordaba que Ginebra salvaguardaba los cuadros del Prado en 1939).

## De François Lachenal
- Lachenal, François (10 de 1995). Éditions des Trois Collines, Genève-Paris. L'edition contemporaine. prólogo:Jean Lescure. Paris: IMEC. ISBN 978-2-9082-9526-9.

## Sobre François Lachenal
- Exposición Aguante–Deportación, Creación en el ruido de las armas, Chancellerie del Orden de la Liberación, París, 1980.
- Scheler, Lucien (16 de 3 de 1982). La grande espérance des poètes, 1940-1945. Littérature Française. Paris: Temps actuels. ISBN 978-2-2010-1569-4. 388 págs  Scheler, La gran esperanza de los poetas, 1940-1945, París, Tiempos actuales, coll. « Literatura Francesa », 16 de marzo de 1982, 388 p. (ISBN 978-2-2010-1569-4)
- Lescure, Jean (1998). Poésie et liberté : histoire de Messages, 1939-1946. Edit. Contemporaine. Paris: Editions de L'IMEC. ISBN 978-2-9082-9538-2. 472 págs Lescure, Poesía y libertad : historia de Mensajes, 1939-1946, París, ediciones de La IMEC, coll. « Edit. Contemporánea », 1998, 472 p. (ISBN 978-2-9082-9538-2).
- Archivo de los años negros. Artistas, escritores y editores, documentos reunidos y presentados por Claire Paulhan y Olivier Corpet, préface de Jérôme Prieur, Instituto Memorias de la edición contemporánea, París, 2004, 144 p.  (ISBN 2908295717)
- Robert O. Paxton, Olivier Corpet y Claire Paulhan, Archivo de la vida literaria bajo la Ocupación, A través del desastre, Ediciones Taillandier y las Ediciones de la IMEC, 2009, 448 p.  (ISBN 978-2-84734-585-8) (p. 230, 256, 259, 282, 299, 302, 306, 312-315 y 336)